# Amorphous (album)
Amorphous – pierwszy album studyjny polskiego zespołu deathmetalowego Esqarial. Wydawnictwo ukazało się w 1998 roku nakładem wytwórni muzycznej Pagan Records.
Nagrania zostały zarejestrowane we wrocławskim Fonoplastykon Studio w maju 1997 roku, we współpracy z Jarosławem Kidawą. Mastering wykonał Andrzej Bomba.

## Lista utworów
Opracowano na podstawie materiału źródłowego.
1. „On the Edge” - 03:47
2. „The Butcher” - 04:00
3. „Galley / Intro” - 02:01 (utwór instrumentalny)
4. „Obsession” - 04:36
5. „The Earth” - 03:37
6. „Invocation / Intro” - 00:52
7. „Silent Lamentation” - 03:53
8. „Amorphous” - 05:01
9. „Centurion / Intro” - 00:56 (utwór instrumentalny)
10. „Reality (Graveyard Caves)” - 03:52
11. „The Earth” - 03:35 (utwór instrumentalny)